# Dianema longibarbis
Dianema longibarbis, thường được gọi là cá chuột thân mảnh hay cá chuột thân lỗ, là một loài cá da trơn nước ngọt nhiệt đới thuộc chi Dianema trong họ Callichthyidae. Loài này thường xuất hiện ở lưu vực sông Amazon, thuộc vùng lãnh thổ quốc gia Brazil và Peru.

## Mô tả
D. longibarbis trưởng thành có thể đạt đến chiều dài khoảng 8,2 đến 10 cm. Chúng thường sống ở tầng đáy của sông hồ, thích hợp môi trường nước có độ pH từ 5,5 đến 7,5, độ cứng của nước khoảng 2 - 20 dH và nhiệt độ khoảng từ 24 đến 28 °C. Thức ăn chủ yếu của D. longibarbis là giun đất, những loài giáp xác và rong rêu.
D. longibarbis và Hoplosternum punctatum đôi khi bị nhầm lẫn nếu không quan sát kĩ. H. punctatum có mắt nhỏ hơn và nằm cao hơn một chút so với đường giữa của thân cá; trong khi D. longibarbis có mắt to hơn và nằm ngay trên đường giữa của thân (hoặc thấp hơn). Sự khác biệt giữa các cá thể trưởng thành của 2 loài cũng dễ nhận diện; vây ngực của H. punctatum thường có một khoảng trống ở trung tâm (cá mái) hoặc chồng lên nhau (cá đực), nhưng đối với Dianema thì chúng được đặt sát vào nhau. So với đồng loại Dianema urostriatum, vây đuôi của D. longibarbis lớn hơn nhiều.
D. longibarbis mái có kích thước nhỉnh hơn một chút so với con đực, nhưng không đáng kể; cá đực có những vây tia ở vây ngực dày hơn. D. longibarbis cũng thường được nuôi làm cảnh, tương tự như một số loài trong họ.